# Schule am Falkplatz
Die Schule am Falkplatz ist eine Grundschule im Berliner Ortsteil Prenzlauer Berg im Bezirk Pankow. Sie hat sich als Umweltschule einen Namen gemacht und hierfür diverse Auszeichnungen erhalten. Die Schule ist ein gelistetes Baudenkmal.

## Geschichte
Das Gebäude wurde in den Jahren 1913 bis 1916 für das Luisenstädtische Gymnasium, der heutigen Heinrich-Schliemann-Oberschule, nach den Entwürfen von Ludwig Hoffmann erbaut. 1928 folgte auf Betreiben des damaligen Rektors und Reformpädagogen Paul Hildebrandt (1925–1932) die Umbenennung nach dem Kaufmann und Pionier der Feldarchäologie Heinrich Schliemann (1822–1890). Mit Zustimmung der preußischen Provinzial- und Stadtbehörden erreichte Hildebrandt die Einrichtung eines Oberrealgymnasiums unter Fortbestand des humanistischen Gymnasiums im selben Gebäude.
Hildebrandts Nachfolger Fritz Plagemann wurde mit vier weiteren Studienräten nach der „Machtergreifung“ der Nationalsozialisten 1933 aufgrund seiner jüdischen Herkunft entlassen. 1939 wurde die Widmung der Schule zu Gunsten von Horst Wessel geändert. Kriegsbedingt zog die Schule in die Carmen-Sylva-Straße (heute Erich-Weinert-Straße) um und später ins Berliner Umland. Am 1. September 1945 nahm die Schule den Schulbetrieb wieder in der Gleimstraße auf.
1953 zog die Heinrich-Schliemann-Oberschule in die Greifswalder Straße 25 um (seit 1992 Dunckerstraße 64), um Platz für die Einrichtung einer Polytechnischen Oberschule zu machen. Danach wechselten die Nutzer mehrfach. Unter anderem war hier die 1. Berliner Kinder- und Jugendsportschule untergebracht. Von 1991 bis 1994 wurde das Gebäude saniert und nach der Neustrukturierung des Ostberliner Schulwesens zog hier die 11. Grundschule des Bezirks Prenzlauer Berg ein. 2004 wurde der neue Schul- und Freizeithof eingeweiht und die Schule bekam ihren heutigen Namen. Seit Sommer 2014 wird die Schule umfassend saniert.

## Schulprogramm und Leitbild der Schule
Die Schule am Falkplatz ist eine offene Ganztagsschule, die verlässliche Halbtagsbetreuung anbietet. Seit dem Schuljahr 2007/2008 ist die Schule Umweltschule im Prenzlauer Berg. Dieser Schwerpunkt zeigt sich durch den Aufbau eines ökologischen Gartens, einer Tierstation, den Aufbau einer Umweltbibliothek sowie die Eröffnung einer Lernwerkstatt mit ökologischer Ausrichtung. Für ihr Engagement zum Thema Umwelt hat die Schule einige Preise erhalten, so wurde sie beispielsweise im Jahr 2016 zum neunten Male als Umweltschule in Europa ausgezeichnet. Sie erhielt 2010 den Berliner Umweltpreis und in den Jahren 2012 bis 2015 das Gütesiegel „Berliner Klimaschule“.
Die Anzahl der Schüler hat sich in den letzten Jahren seit 2005 von 262 auf über 600 mehr als verdoppelt. Auch der Anteil der Schüler mit nichtdeutscher Herkunftssprache hat sich seit 2006 von 16,8 Prozent auf 32,6 Prozent im Schuljahr 2019/20 verdoppelt.
Das Leitbild der Schule lautet:
Nur was man erlebt hat, kann man kennen.
Nur was man kennt, kann man lieben.
Nur was man liebt, kann man schützen.
Die Schule arbeitet mit verschiedenen außerschulischen Partnern zusammen, beispielsweise mit Alba Berlin, Vereinigung Junger Freiwilliger, BMW Stiftung Herbert Quandt, SV Empor Berlin und TUSCH Berlin.

## Förderverein
Unterstützt wird die Schule durch den 1999 gegründeten Schulförderverein, der das „Profil als Umweltschule stärken und darüber hinaus vielseitige und anspruchsvolle Angebote außerhalb des Unterrichts fördern“ will.